# Crkva sv. Nikole u Gornjem Mikloušu
Crkva sv. Nikole u Gornjem Mikloušu župna je rimokatolička crkva u selu Gornji Miklouš u Bjelovarsko-bilogorskoj županiji.
Sagrađena je 1704. i obnovljena 1789. te početkom 19. stoljeća, kada dobiva današnji izgled. Jednobrodna je građevina pravokutnog tlocrta i užeg polukružno zaključenog svetišta sa sakristijom i zvonikom pred zapadnim pročeljem. Nekad nadsvođen prostor broda danas je prekriven drvenim stropom, a svetište i sakristija svođeni su bačvasto sa susvodnicama. Inventar potječe uglavnom iz 19. stoljeća uz barokni glavni oltar.
Mjesto Gornji Miklouš dobilo je i ime po crkvi sv. Nikole, tj. po mađarskoj inačici imena Nikola - „Mikloš”. Župa se koja je najmanja u Bjelovarsko-križevačkoj biskupiji, kao i susjedna Samarica, prvi put spominje u popisu iz 1334., i zatim u popisu župnika iz 1501. Nakon odlaska Turaka bila je filijala Čazme, od koje se 1789. osamostaljuje, ali kao mjesna kapelanija u Vojnoj krajini, a tek 1813. postaje u pravom smislu riječi samostalna župa.
Osim blagdana sv. Nikole, od davnina se posebno štuje i slavi i blagdan sv. Lovre ili Lovrečevo.
Ispred crkve pod stoljetnom lipom, svake se godine održava turistička manifestacija "Zapovijed pod lipom".

## Zaštita
Pod oznakom  Z-1911 vodi se kao nepokretno kulturno dobro - pojedinačno, pravnog statusa zaštićena kulturnog dobra, klasificirano kao "sakralna graditeljska baština".